# Рамси (Остров Мэн)
Рамси (англ. Ramsey, мэн. Rhumsaa) — город на острове Мэн. Население — 7309 жителей (перепись 2006 года).

## География

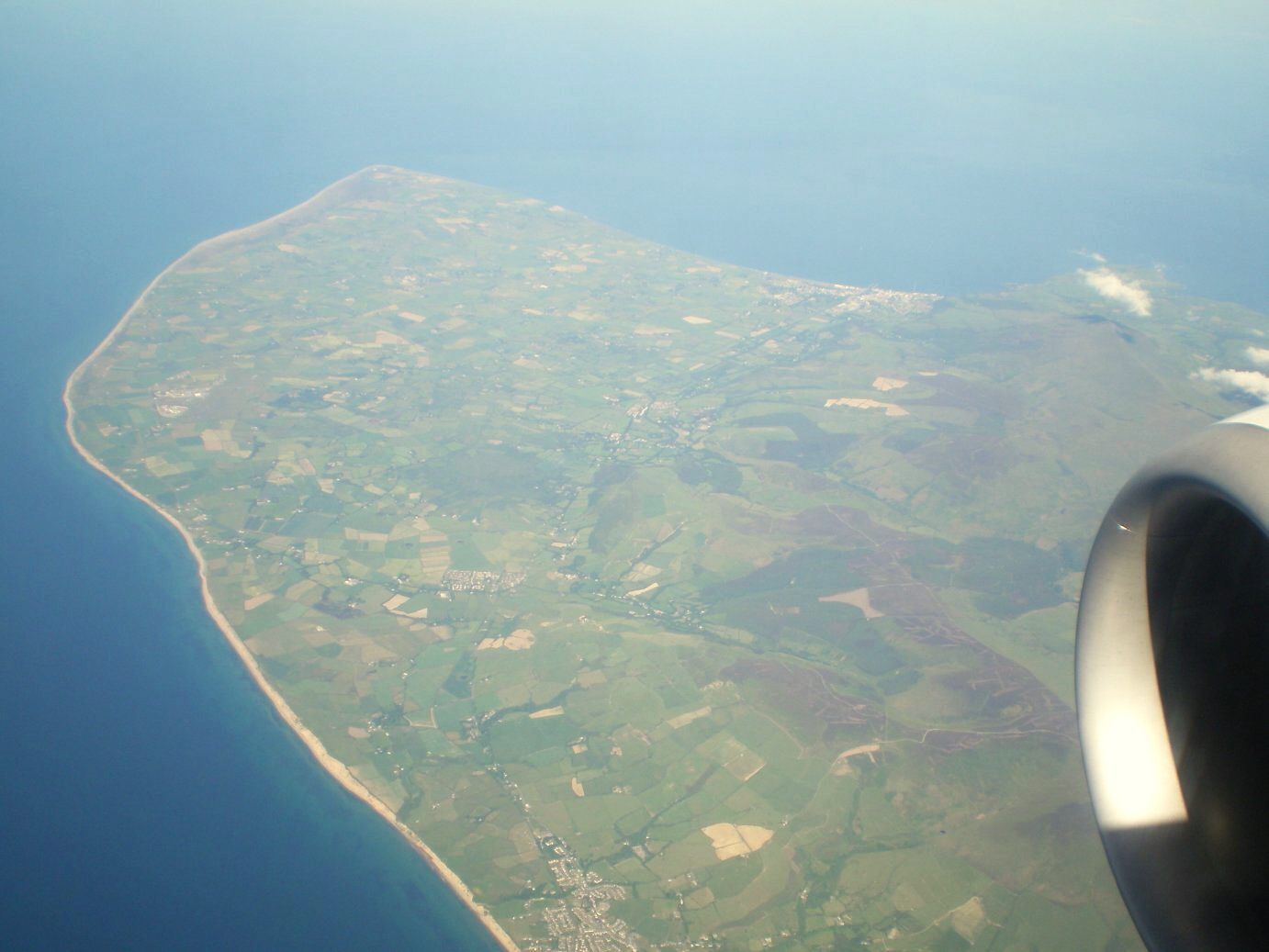
Oстров Мэн — Рамси, Кирк-Майкл

Город расположен в восточной части острова на берегу моря у подножия холмов. В Рамси расположено устье реки Салби.

## История

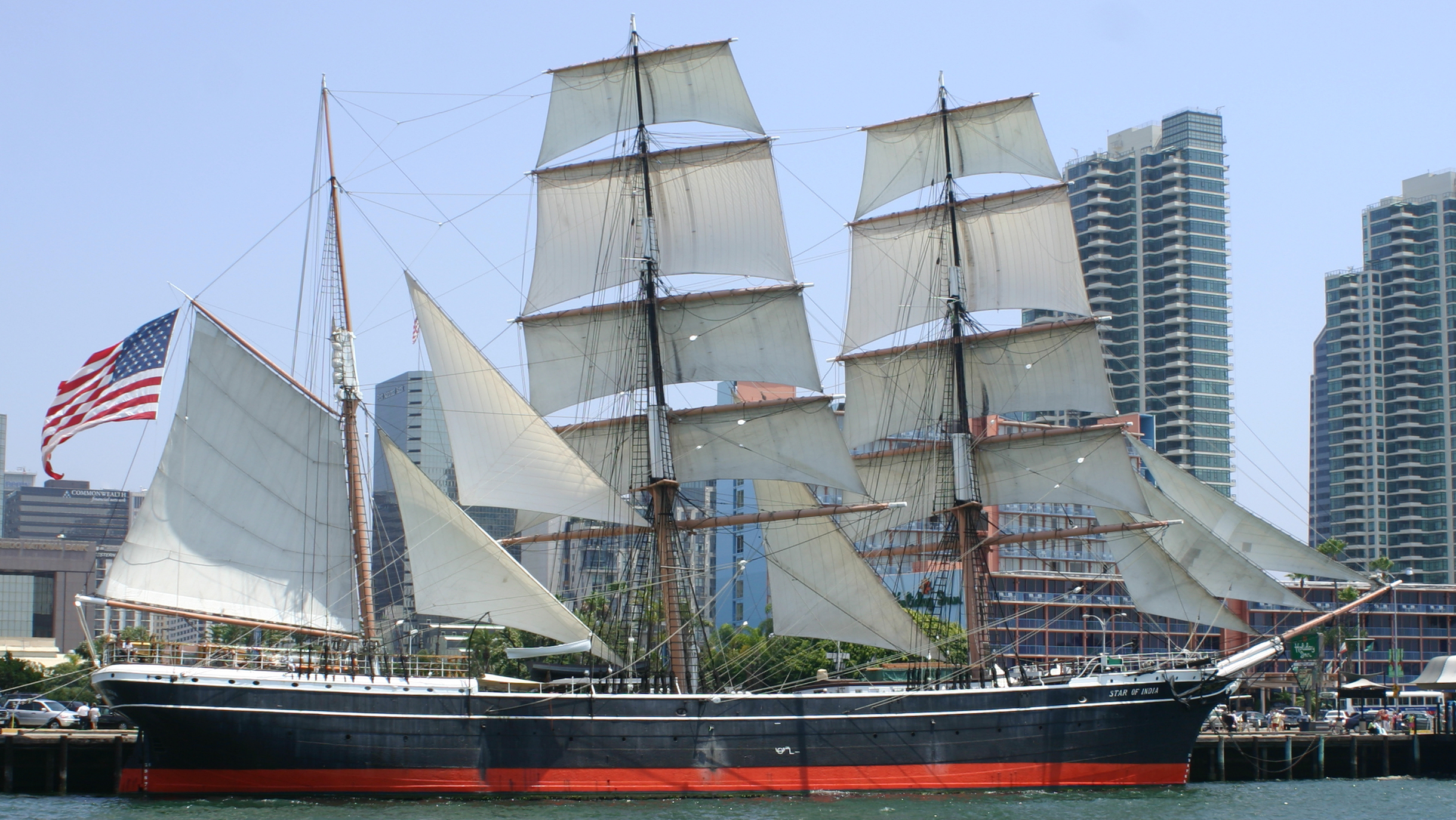
Парусник Star of India, построенный в Рамси в 1863 году, сейчас - музей в Сан-Диего, США

Название города происходит от древнеисландского словосочетания «чесночная река».
В 1865 году Рамси получил статус города. В XIX веке Рамси был важным центром судостроения, здесь строились большие суда для трансокеанических перевозок. Одно из них, железный парусник-винджаммер Star of India, ходивший из Великобритании в Индию и Новую Зеландию, сейчас сохраняется как музейное судно в Сан-Диего.

## Транспорт
В Рамси есть порт, игравший раньше важное значение в торговле с Шотландией.
В Рамси расположена конечная станция Мэнской электрической железной дороги (Manx Electric Railway) — линии междугородного трамвая, начинающейся в Дугласе.
Связан автомобильной дорогой с городом Дуглас на востоке острова — дорога A2.

## Достопримечательности
Церкви:

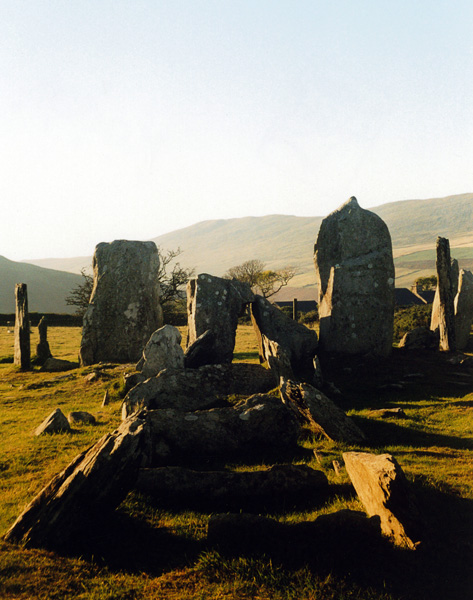
Доисторический мегалитический комплекс «Замок на высоте» (Cashtal yn Ard)

- Церковь Лезайре (Kirk Lezayre) была построена в 1830-х годах на месте более старой церкви. Расположена рядом с Рамси в посёлке Чёрчтаун.
- Церковь Могхолд (Kirk Maughold). Нынешнее здание церкви было построено в XI или XII веках, но известно, что церковь существовала здесь и раньше, ещё в доскандинавскую эпоху. Из-за многочисленных перестроек внешний вид церкви далёк от первоначального.
- Место, где находилась одна из древнейших капелл острова (Rullic ny Quakeryn).

В окрестностях Рамси находятся несколько древних сооружений:
- Могильник Ballafayle — неолитический погребальный комплекс, относящийся к 2000—1500 гг до н э. Был раскопан археологами в 1928 году.
- «Замок на высоте» (Cashtal yn Ard) — древний мегалитический комплекс эпохи неолита (примерно 2000 год до н э).

Другое:
- Башня Альберта (Albert tower). Эта каменная башня высотой 45 футов была построена в память о посещении острова принцем Альбертом и королевой Викторией 20 сентября 1847 года.
- Усадьба Грув-хаус (Grove House) (расположена примерно в миле от города). Усадьба, раньше принадлежавшая семье коммерсантов из Ливерпуля. Грув-хаус — пример богатой усадьбы викторианской эпохи. Усадьба состоит из дома и сада. В усадьбе размещены экспозиции, посвящённые истории сельского хозяйства.
- Парк Мураг (Mooragh Park). Этот парк был открыт в 1887 году. Он включает сады, озеро, теннисные корты.